# Заливадний Панас Захарович
Панас Захарович Заливадний (1906, місто Полтава — ?) — радянський залізничник, начальник політичного відділу Кишинівської залізниці. Член ЦК КП(б) Молдавії в 1941—1949 роках. Депутат Верховної Ради Молдавської РСР 1-го скликання.

## Життєпис
З 1921 року — учень слюсаря, слюсар, технік, помічник начальника школи фабрично-заводського учнівства, начальник підготовки кадрів паровозоремонтного заводу.
Член ВКП(б) з 1930 року.
До 1934 року — секретар партійного осередку складального цеху паровозоремонтного заводу.
У 1934—1940 роках — на відповідальних посадах у партійних органах залізниці, в партійному комітеті (парткомі) та політичному управлінні Народного комісаріату шляхів сполучення СРСР.
У липні 1940 — липні 1941 року — начальник політичного відділу Кишинівської залізниці.
На 1941—1942 роки — заступник начальника політичного відділу Кіровської залізниці.
Подальша доля невідома.

## Нагороди
- орден «Знак Пошани» (21.07.1942)
- медалі